# Peach
Peach — британський арт-метал гурт, що існував протягом першої половини 1990-х років.

## Історія
Peach найбільш відомі завдяки участі в гурті бас-гітариста Джастіна Ченселлора, майбутнього музиканта рок-гурту Tool. Протягом 1990-х років гурт видав на лейблі Mad Minute Records декілька синглів та мініальбомів, а 1994 року — єдиний повноформатний студійний альбом Giving Birth to a Stone.
Під час спільних гастролей Європою 1994 року Peach познайомилися з американським рок-колективом Tool. 1995 року декілька учасників Peach залишили колектив, і він змінив назву на Sterling. Серед тих, хто залишив гурт, був і Джастін Ченселлор, якому невдовзі запропонували змінити оригінального бас-гітариста Tool Пола Д'Амура. Ченселлор погодився і взяв участь у записі другого альбому Tool Aenima, який зробив гурт всесвітньо відомим. Під час виступів Tool музиканти неодноразово виконували кавер-версії пісень Peach. Щодо Sterling, колектив видав студійний альбом Monster Lingo та випустив чотири сингли.
2000 року єдиний альбом Peach Giving Birth to a Stone було перевидано на інді-лейблі Vile Beat Records. Автором оновленого оформлення альбому став гітарист Tool Адам Джонс. Колишні учасники Peach хотіли відновити колектив, і новий гурт отримав назву Suns of the Tundra. 

## Дискографія
- 1991 — Flow With the Tide (мініальбом)
- 1992 — Don't Make Me Your God (мініальбом)
- 1992 — Disappear Here (мініальбом)
- 1993 — «Spasm» / «Catfood» (сингл)
- 1993 — Burn E.P (мініальбом)
- 1994 — Giving Birth to a Stone (альбом)[3]